# Xanthophorus
Xanthophorus is een geslacht van kevers uit de familie bladkevers (Chrysomelidae).
De wetenschappelijke naam van het geslacht werd in 1908 gepubliceerd door Martin Jacoby.

## Soorten
- Xanthophorus nepalica Medvedev & Sprecher-Uebersax, 1999